# 大阪市広報番組
大阪市広報番組（おおさかしこうほうばんぐみ）は、大阪市が主催するイベントや、大阪市の生活・医療・教育情報をテレビ・ラジオで伝える番組のこと。
テレビでは、2005年3月末までは、VHF局・UHF局の放送エリアを考慮し、それぞれに適したテーマで『桂小米朝のハートフル大阪』をテレビ大阪で、『浜村淳の大阪夢散歩』を関西テレビ放送で放送していたが、この二つの番組を終了し、在阪局の入札（企画コンペ）にした結果、朝日放送が権利を獲得し、『かつみ♥さゆりのまるごとおおさか』が放送されていた。
また、ラジオでもラジオ大阪で2005年3月末まで『OSAKAときめきウェーブ』を放送していたが、テレビと同じく在阪局の入札（企画コンペ）にした結果2005年4月からは毎日放送ラジオで『馬場章夫の大阪大発見!』が新たにスタートしている。

## 放送中の広報番組
- かつみ♥さゆりのまるごとおおさか（朝日放送テレビ）
- 馬場章夫の大阪大発見!（毎日放送ラジオ）
- エルちゃんのまる得クイズ!?ど〜んなもんだい!（ラジオ大阪）：大阪市消費者センター番組
- HOT CITY LINE（FM802）
- LGI Osaka City（FM COCOLO）※日本語・英語・中国語・韓国語で大阪市の情報を提供する。